# 矮星系問題

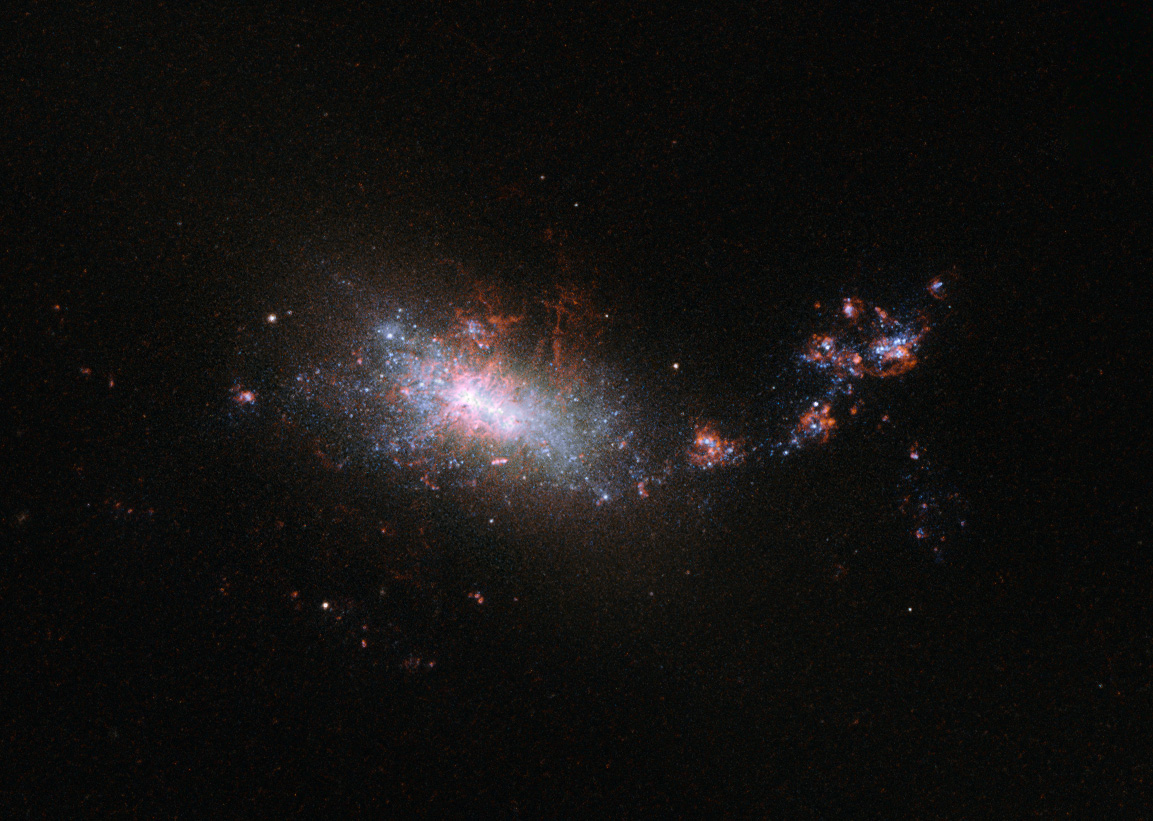
矮星系NGC 1140。

矮星系問題，也稱為衛星星系失蹤問題，源自數值宇宙論模擬預測宇宙中的物質分布的發展。暗物質似乎是越來越多，且越來越小的暈的統治階層。然而，觀察到的正常大小的星系，作為其衛星星系的矮星系卻是遠低於模擬的數量級。 。相較之下，在本星系群觀察到的38個矮星系中，只有11個是環繞著銀河系旋轉（詳細的資料和更多最新的清單請參見銀河系的衛星星系），然而暗物質的模擬預測銀河系要有500個矮星系的衛星星系。
這個問題有兩個可能的解決方案。一個是小暈確實存在，但因為不能吸引到足夠的重子物質，最終只有很少的部分成為可見的矮星系。凱克的觀測支持此一觀點：凱克天文台在2007年的觀測報告顯示，有6個新發現的超暗弱的銀河系衛星矮星系，都被99%的暗物質環繞著（質光比大約是1000）。另一個解決方案是矮星系往往會因為潮汐的剝離或複雜的交互作用而合併至較大的星系。潮汐剝離已經被安排在解決矮星系問題的第一順位，但這是極其困難的任務。因為這些物件具有低表面亮度和高散度，以至於它們都難以被察覺。

## 外部連結
- The End of Small Galaxies （页面存档备份，存于） (SPACE.com) 22 May 2006 06:12 am ET